# Taylor Hill (baseball)
Pour les articles homonymes, voir Taylor Hill et Hill.
 (décembre 2015).
David Taylor Hill (né le 12 mars 1989 à Old Hickory (en), Tennessee, États-Unis) est un lanceur droitier des Ligues majeures de baseball.

## Carrière
Joueur des Commodores de l'université Vanderbilt, Taylor Hill est repêché à deux reprises : il repousse d'abord l'offre des Indians de Cleveland lorsque ceux-ci le choisissent au 30e tour de sélection en 2010, puis se joint aux Nationals de Washington après avoir été choisi par cette franchise au 6e tour au repêchage des joueurs amateurs en juin 2011.
Hill, qui est habituellement lanceur partant dans les ligues mineures, fait ses débuts dans le baseball majeur comme lanceur de relève pour Washington le 25 juin 2014 contre les Brewers de Milwaukee.